# テッド・スティーヴンス
セオドア・フルトン・“テッド”・スティーヴンス（英語: Theodore Fulton "Ted" Stevens, 1923年11月18日 - 2010年8月9日）は、アメリカ合衆国の政治家。元上院議員（アラスカ州選出、1968年12月24日 - 2009年1月3日）。

## 生涯

### 幼年期

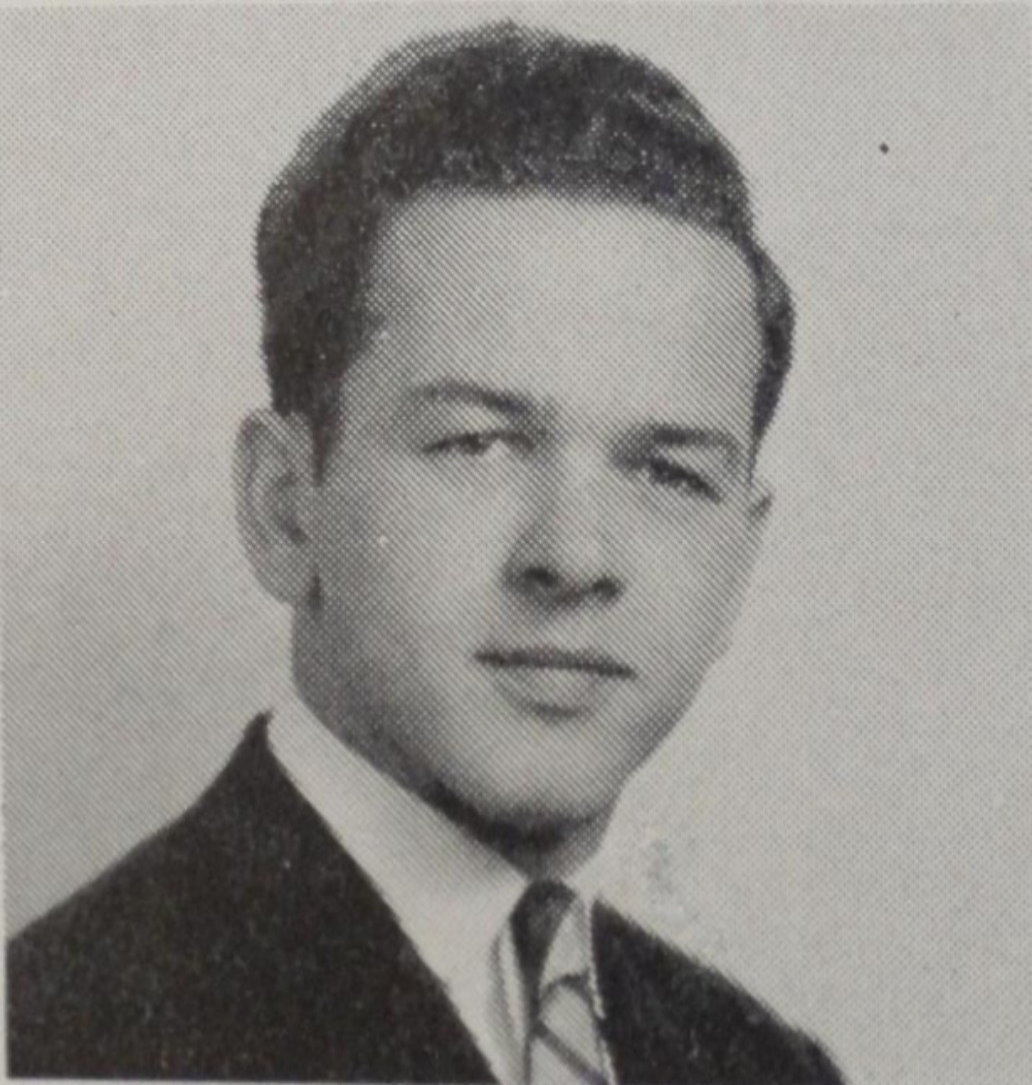
1942年のスティーブンス

1923年11月18日にインディアナ州インディアナポリスの父方の祖父が建てた小さなコテージで、ジョージ・A・スティーヴンスとガードルード夫妻の間に4人兄弟の3番目として生まれた。一家はシカゴに転居した。当時父親は会計士であったが、1929年の大恐慌で失業し、スティーヴンスが6歳の時に両親は離婚した。スティーヴンスと3人の兄弟は父方の祖父母と共に暮らすため父親と共にインディアナポリスに戻ったが、父親が眼病に罹患し数年の内に失明した。スティーヴンスの母親はカリフォルニア州に転居し、兄弟を養ったが、スティーヴンスはインディアナポリスに留まって、父親と、一家と同居していた精神障害を持ついとこのパトリシア・アッカーを手助けした。家計を支える唯一の大人はスティーヴンスの祖父であった。スティーヴンスは新聞販売を行って一家を養うのを手伝った。彼は後年、1932年3月1日の新聞見出しがリンドバーグ誘拐であったことを覚えていると語った。
1934年、スティーヴンスの祖父は階段から落下して肺に穴が開き、肺炎のため死亡した。父親のジョージは1957年に肺がんのためオクラホマ州タルサで死去した。スティーヴンスといとこのパトリシアは、パトリシアの母親グラディス・スウィンデルズと同居するためにカリフォルニア州マンハッタンビーチに移った。スティーヴンスはレドンド・ユニオン高校に通い、学内新聞の活動に加わり、演劇活動も行った。スティーヴンスはまた学校の前後に働いていたが、友人のラッセル・グリーン（シグナル・ガス・アンド・オイル社の社長の息子）とサーフィンを行う余裕もあった。グリーンはスティーヴンスの生涯を通じての親友であった。

### 軍歴

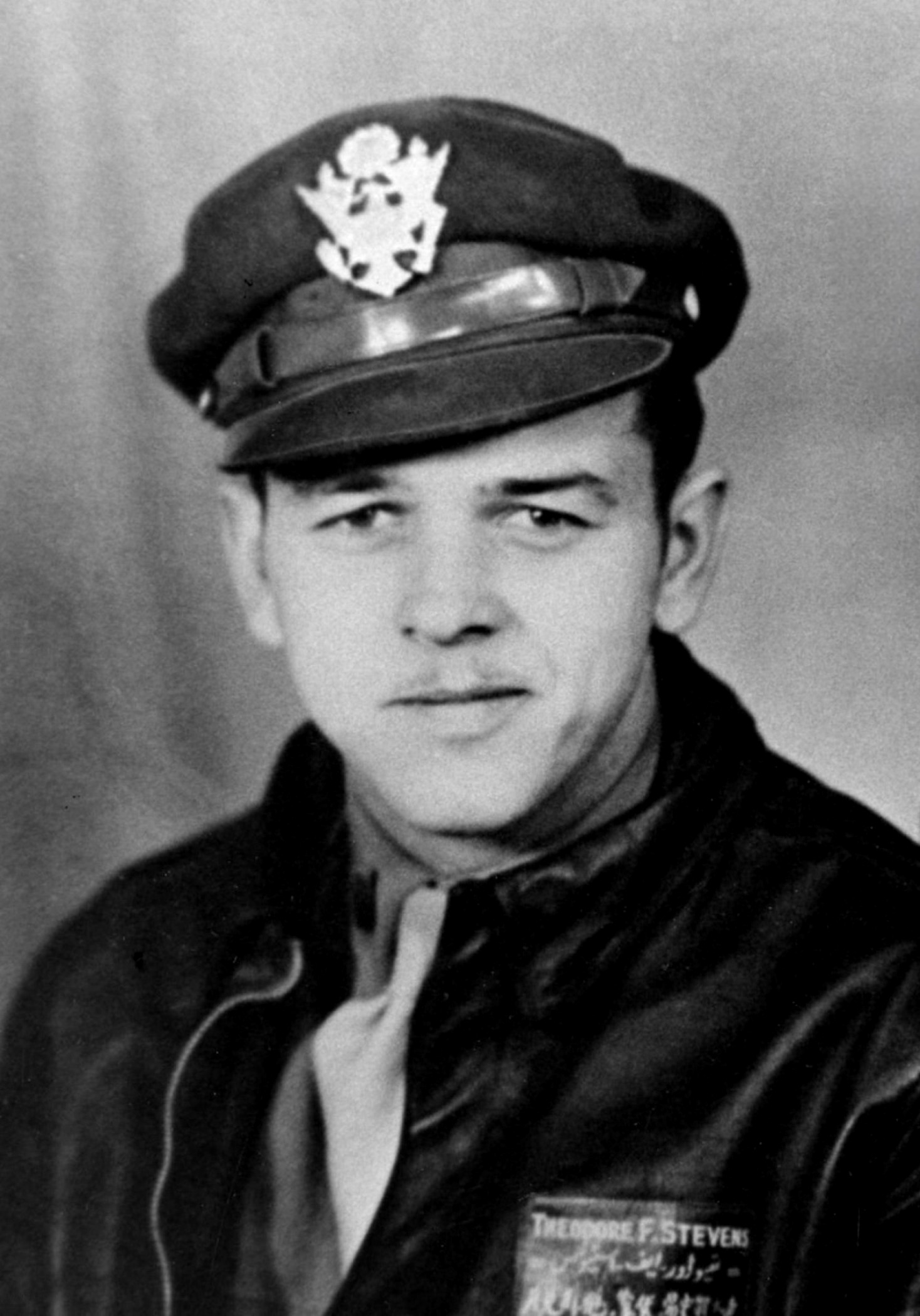
1943年のスティーブンス

1942年に高校を卒業すると、スティーヴンスはオレゴン州立大学に進学し工学を学んだ。第二次世界大戦が拡大し、スティーヴンスは海軍に入隊して飛行士になることを希望したが、視力検査の結果不合格となる。眼科医から視力矯正の訓練を処方され、1943年にモンタナ州立大学で陸軍航空隊士官候補生試験に合格した。飛行訓練の適性検査を上位で通過し、スティーヴンスはカリフォルニア州サンタアナで飛行前訓練を受け、1944年に飛行士となる。
スティーヴンスは1944年から46年まで第14空軍輸送部隊で、フライング・タイガースの支援業務に従事した。彼は同僚の飛行士と共にC-46やC-47を操縦し、しばしば護衛機無しでも飛行した。敵の背後を飛行した功績で殊勲飛行十字章、航空メダルを受章、国民政府からは雲麾勲章を受章した。彼は1946年3月に陸軍航空隊を退役した。

### 政治経歴

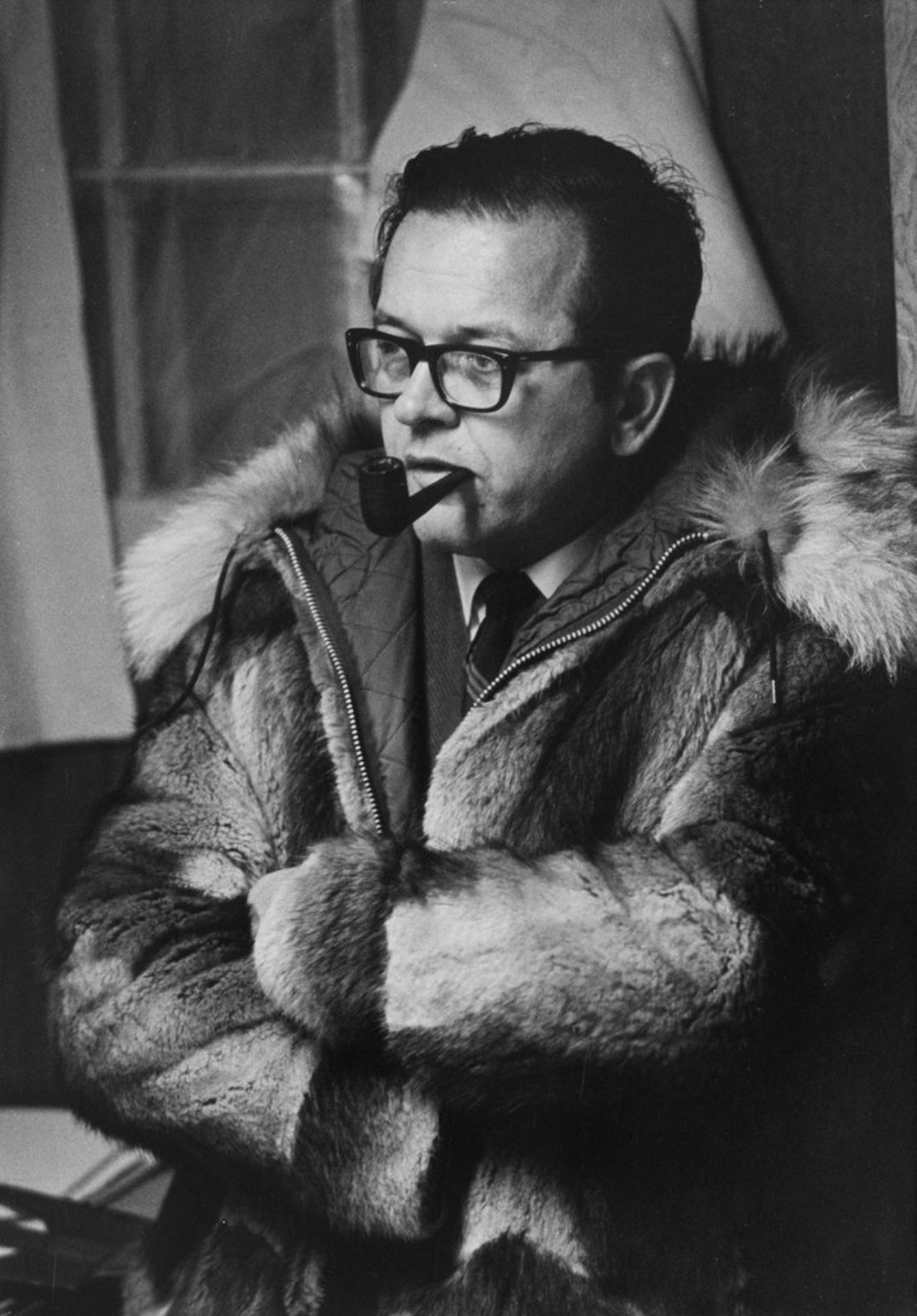
1970年のスティーブンス

第108議会および第109議会において2003年1月3日から2007年1月3日までの間上院仮議長を務めた。スティーヴンスの上院の在任期間は共和党の上院議員としては最長（ストロム・サーモンドはより長く上院議員の任に在ったが、1964年までは民主党所属）で、全体においても7番目の長さであった。スティーヴンスはその在任期間の10日を除くすべての間、アラスカ州の先任上院議員であった。スティーヴンスが上院仮議長の座をロバート・バードに引き渡した際、バードの就いていた名誉職である名誉仮議長を引き継いだ。バードとその前のサーモンドに続く、3人目にして最後の名誉仮議長であった。

### 事故死
2010年8月9日、スティーヴンスは元NASA長官ショーン・オキーフを含む他の7人の乗客と共に、プライベートのフィッシング・ロッジに向かう途中、アラスカ州ディリンハムの約17マイル北方で航空機事故により死亡した。スティーヴンスの友人デイヴ・ディットマンは、最初にスティーヴンスが事故死したと報告したが、後に「それは確認されていません」との声明をリリースした。後に事故死は家族からの声明で確認された。伝えられるところに寄ると、一行はアンカレッジを拠点とするGCI社所有の単発機DHC-3 オッターに搭乗していたという。スティーヴンスの死が確認されると、アラスカ州及び全国の政界人、そして多くのアラスカ人が「アンクル・テッド」の功績を称えた 。リーサ・マーカウスキー上院議員は「彼の生涯の全ては、第二次世界大戦の飛行士から上院議員までの40年間、公共への奉仕に捧げられた。彼は本当に偉大な『偉大な世代』だった」と語った。マーク・ベイゲッジ上院議員は「上院での40年に及ぶ公共への奉仕で、スティーヴンス上院議員は我々のアラスカ州が州昇格後、挑戦的な変革を援助した力強い主唱者だった」と語った。ジョージ・H・W・ブッシュ元大統領は「テッド・スティーヴンスは上院を愛していた。彼はアラスカを愛した。彼は家族を愛していた。そして、彼がいなくなることはとても寂しいだろう」という声明をリリースした。
数百人もの人々が2010年8月16日（月）にアンカレッジの聖家族大聖堂で行われた追悼ミサに集まった。火曜日、オール・セインツ聖公会教会に遺体が安置され、人々は追悼の意を表した。水曜日にアンカレッジ・バプテスト寺院において葬儀が行われ、約3,000名が出席した。参列者にはジョセフ・バイデン副大統領、前アラスカ州知事サラ・ペイリン、現知事のショーン・パーネル、その他3名の元知事、11名の上院議員、9名の元上院議員、2名の下院議員、多くの連邦及び州高官、軍人及び海外からの要人が含まれた。遺体は9月28日にアーリントン国立墓地に埋葬された。

## 参照
1. ↑  Theodore Fulton "Ted" Stevens genealogy. Rootsweb.com. Retrieved on 2007-05-31.
2. 1 2 3 4 5 6 7 8 9 10 11  Whitney, David. (1994-08-08). "Formative years: Stevens' life wasn't easy growing up in the depression with a divided family." Anchorage Daily News. Retrieved 2007-06-01.
3. 1 2 3  Mitchell, Donald Craig. (2001). Take My Land, Take My Life: The Story of Congress's Historic Settlement of Alaska Native Land Claims, 1960–1971. Fairbanks, AK: University of Alaska Press, p. 220.
4. 1 2  Mitchell, 2001, p. 221.
5. ↑  "About the Committee: Vice Chairman" (biography of Ted Stevens). Archived 2010年2月2日, at the Wayback Machine. United States Senate Committee on Commerce, Science and Transportation. Retrieved on 2007-06-01.
6. ↑  “Stevens Family Offering Prayers ''APRN 8-10-10''”.   Aprn.org. 2010年8月10日閲覧。
7. ↑  “Bad weather hampers crash rescuers: Western Alaska”.   adn.com. 2010年8月10日閲覧。
8. ↑  “Ex-Senator Stevens dies in Alaska plane crash”. Reuters. (2010年8月10日)
9. ↑  “Plane Crash in Alaska Kills Former Alaska Senator Ted Stevens”. Associated Press. (2010年8月10日)
10. ↑  Bohrer, Becky. “Crews trying to reach downed plane near Dillingham: Alaska News”. Associated Press.  オリジナルの2010年8月22日時点におけるアーカイブ。 2010年8月10日閲覧。
11. ↑  “44 - Ted Stevens' death: Washington reacts”. Voices.washingtonpost.com. (2010年4月13日) 2010年8月12日閲覧。
12. ↑  “Our View: Sen. Ted Stevens: ADN Editorial”.   adn.com. 2011年6月10日時点のオリジナルよりアーカイブ。2010年8月12日閲覧。
13. ↑  Murkowski: Alaska Loses Hero APRN 8-1-10
14. ↑  Begich: Stevens One of Alaska’s “Greatest Statesmen” APRN 8-10-10
15. ↑  President Bush: Stevens Loved Alaska APRN 8-10-10
16. ↑  [リンク切れ]
17. ↑  The Mudflats | Ted Stevens Memorial Brings Dignitaries to Alaska Archived 2010年8月21日, at the Wayback Machine.
18. ↑  Stevens to be Buried in Arlington Archived 2010年8月29日, at the Wayback Machine. Associated Press/Alaska Public Radio Network